# Micropeza lateralis
Micropeza lateralis är en tvåvingeart som beskrevs av Johann Wilhelm Meigen 1826. Micropeza lateralis ingår i släktet Micropeza och familjen skridflugor. Inga underarter finns listade i Catalogue of Life.

## Bildgalleri

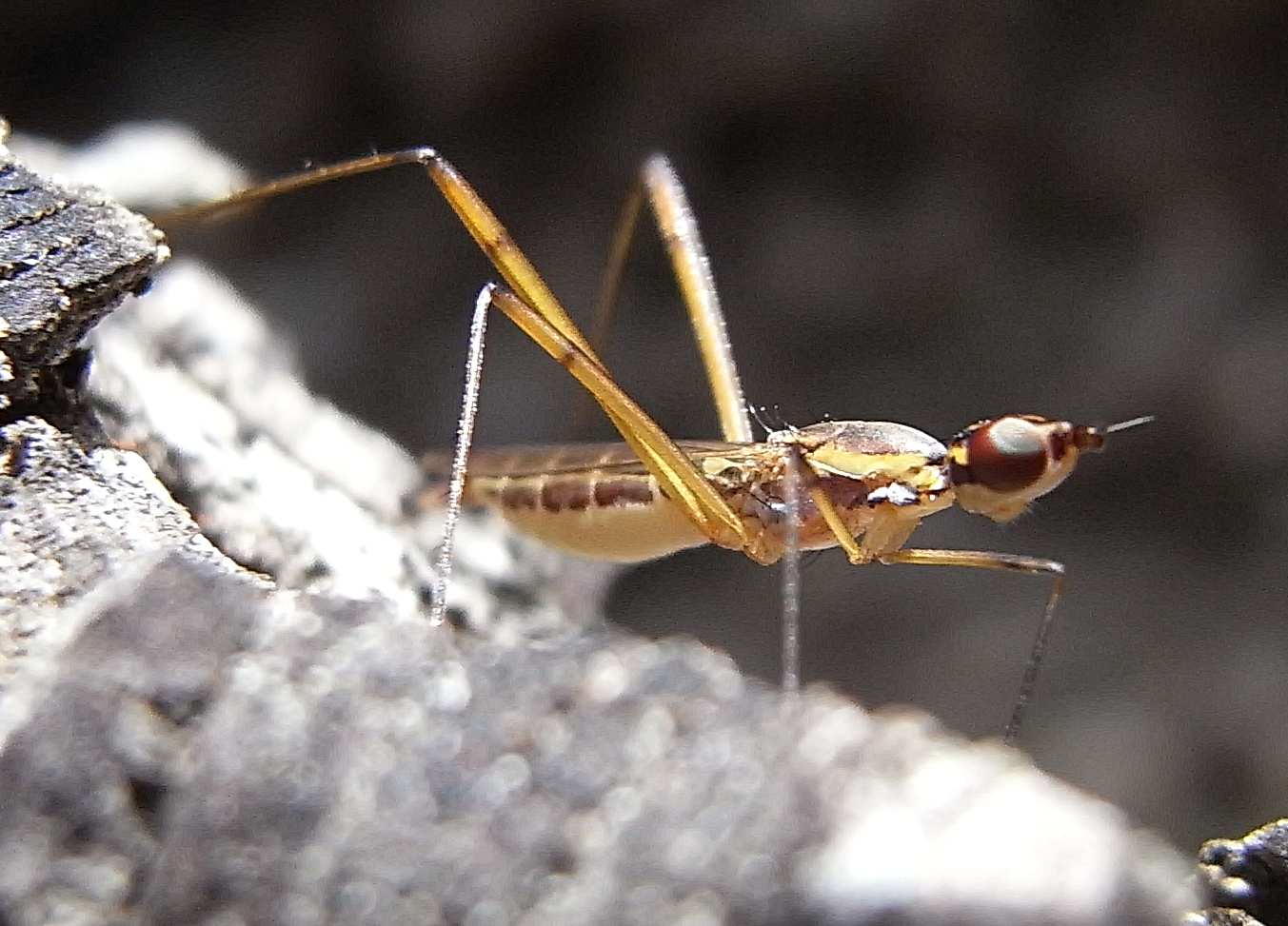